# 韦 (科雷兹省)
韦是法国科雷兹省的一个市镇，位于该省中北部，属于蒂勒区。该市镇总面积22.14平方公里，2009年时的人口为67人。

## 人口
韦（Veix）人口变化图示